# 采普鄉
45°58′N 27°22′E / 45.967°N 27.367°E
采普鄉（羅馬尼亞語：Comuna Țepu, Galați），是羅馬尼亞的鄉份，位於該國東部，由加拉茨縣負責管轄，處於布加勒斯特以北200公里，每年平均降雨量919毫米，海拔高度131米，2007年人口2,657。